# Prumnopitys standleyi
Prumnopitys standleyi är en barrträdart som först beskrevs av J.T. Buchholz och Netta Elizabeth Gray, och fick sitt nu gällande namn av De Laub. Prumnopitys standleyi ingår i släktet Prumnopitys och familjen Podocarpaceae. IUCN kategoriserar arten globalt som otillräckligt studerad. Inga underarter finns listade i Catalogue of Life.